# Binczarowa
Binczarowa (prononciation : [bʲint͡ʂaˈrɔva]), egalement connue sous le nom rusyn de Biltsariova (rusyn : Білцарьова), ainsi que sous le nom ukrainien de Bil’tsareva (ukrainien : Більцарева), est une localité polonaise de la gmina de Grybów, située dans le powiat de Nowy Sącz en voïvodie de Petite-Pologne.